# 自宅警備員

自宅警備員とプリントされたジャージ

自宅警備員（じたくけいびいん）とは、引きこもりやニートが自宅に（誰とも関わらずに）ずっと居ることを意味する日本のインターネットスラングである。

## 発祥
発祥時期等は明確ではないが、2000年代後半には存在していたとみられ、2ちゃんねるなどの電子掲示板から発祥したとされている。2007年12月14日に未来検索ブラジルによって開催された「ネット流行語大賞」では7位にランクインした。
定職を持たずに自宅にとどまることを、「自宅の常駐警備」という社会に役立つ活動であるとユーモラスに読み替えたものである。作家の堀田純司は、インターネットの発達によって、従来ならばつながりを持つことのなかった引きこもりと呼ばれる人々が、ネット社会に常駐しコミュニケーションを持つことで、自虐的なユーモアを伴った「自称」が生まれたのではないかと述べている。他には、「ホームガーディアン」「一級在宅士」「代表戸締役社長」「職務放棄員」「閉鎖空間の神人」「内交官」などを名乗っている人もいるという。また、実際に病気や引きこもり等の問題があるわけではなく、単に「自宅で誰とも関わらずにいた」という意味で使用される場合もあるとされている。
自宅警備員の「任務」として、自宅の警備に加えてインターネットの検閲や維持、コンビニエンスストアまでの道のりのパトロールなどがあり、日勤より夜勤を選ぶ者が多い、過酷な勤務であるにもかかわらず賃金が低い、などとして語られることがある。

## 使用例
実業家の平松庚三は、2008年にライブドアホールディングス代表取締役社長を退任後のインタビューで「自宅警備員に転職した」と述べ、さらに「自宅警備も楽ではない。愛犬も散歩させなくてはならないし、『マリオカート』のタイムアタックも新記録を出さなくてはならない。でっていう!」と答えていた。
2013年には一般のニュースメディアにおいても、「引きこもり」を「自宅警備員」と比喩する文章が掲載されている。
「自宅警備を行う人々が集まっている」という名目の自宅警備隊 N.E.E.T.というサークルも存在しており、SWATを意識したコスプレでイベントに参加するなどしている。
また、「自宅警備員」という言葉が上述のような意味で用いられる以前に、日本国外において治安が悪い一般人の自宅を警備するべく雇用した人間を「自宅警備員」と呼称して報道した前例がある。